# Férfi páros magyar tollaslabdabajnokok listája
Magyarországon férfi párosban 1963-tól rendeznek tollaslabda-bajnokságot.

## A férfi páros magyar tollaslabdabajnokok név szerint
- 1963. Rázsó Pál – Rázsó György (ÉVITERV SC)
- 1964. Rázsó Pál – Rázsó György (ÉVITERV SC)
- 1965. Rázsó Pál – Rázsó György (ÉVITERV SC)
- 1966. Cserni János – Vajna Zsolt (Bp. Petôfi SC)
- 1967. Cserni János – Jászonyi Ferenc (Bp. Petôfi SC)
- 1968. Cserni János – Szulyovszky Tamás (Kilián FSE)
- 1969. Édes András – Majerszky Péter (ISC)
- 1970. Cserni János – Szulyovszky Tamás (BHSC)
- 1971. Szulyovszky Tamás – Rolek Ferenc (BSE)
- 1972. Édes András – Papp József (ISC)
- 1973. Cserni János – Rammer László (FŐKERT HSC)
- 1974. Cserni János – Rammer László (FŐKERT SE)
- 1975. Cserni János – Rammer László (FŐKERT SE)
- 1976. Englert István – Papp József (Kilián FSE – FŐKERT SE)
- 1977. Englert István – Papp József (Kilián FSE – FŐKERT SE)
- 1978. Englert István – Papp József (Kilián FSE – FŐKERT SE)
- 1979. Bereknyei Imre – Rolek Ferenc (Kandó SC – H. Zrínyi SE)
- 1980. Englert István – Papp József (Honvéd Kilián FSE)
- 1981. Rolek Ferenc – Vörös György (Honvéd Zrínyi SE)
- 1982. Rolek Ferenc – Vörös György (Honvéd Zrínyi SE)
- 1983. Vörös György – Petrovits Gábor (H.Zrinyi SE – H. Osztapenko SE)
- 1984. Vörös György – Petrovits Gábor (H.Zrinyi SE – H. Osztapenko SE)
- 1985. Vörös György – Petrovits Gábor (H.Zrinyi SE – H. Osztapenko SE)
- 1986. Englert István – Kiss Csaba (Honvéd Kilián FSE – Zsombói SK)
- 1987. Vörös György – Petrovits Gábor (Honvéd Zrínyi SE – BEAC)
- 1988. Petrovits Gábor – Nagy Attila (NYVSSC – H. Papp József SE)
- 1989. Gebhard Tamás – Nagy Attila (H. Kilián FSE – Miskolci Honvéd)
- 1990. Klein Sándor – Béleczki Csaba (H. Budai SE – H. Zrínyi SE)
- 1991. Gebhard Tamás – Nagy Attila (NYVSC – Miskolci Honvéd SE)
- 1992. Bánhidi Richárd – Nagy Attila (Debreceni Kinizsi SE – NYVSC)
- 1993. Bánhidi Richárd – Nagy Attila (Debreceni Kinizsi SE – NYVSC)
- 1994. Dr Szalai Gyula – Vörös György (Honvéd Zrínyi SE)
- 1995. Kocsis Zsolt – Károlyi Ákos (H.Zrínyi SE – Debreceni Kinizsi SE)
- 1996. Bánhidi Richárd – Nagy Attila (Debreceni TC – NYVSC)
- 1997. Bánhidi Richárd – Nagy Attila (Debreceni TC – NYVSC)
- 1998. Dr Szalai Gyula –  Kocsis Zsolt (Honvéd Zrínyi SE)
- 1999. Károlyi Ákos –  Bánhidi Richárd (Debreceni Tollaslabda Club)
- 2000. Szabó Balázs – Retkes Csaba (ROSCO SE)
- 2001. Kocsis Zsolt – Károlyi Ákos (BEAC, DTC-DSI)
- 2002. Csiszér Levente – Tóth Teofil (Debreceni Tollaslabda Club)
- 2003. Csiszér Levente – Károlyi Ákos (Debreceni Tollaslabda Club)
- 2004. Kaposi Attila – Tóth Henrik (DTC-DSI)
- 2005. Csiszér Levente – Bánhidi Richárd (DTC-DSI)
- 2006. Szikra Csaba – Sinka András (H. Zrínyi SE)
- 2007. Horváth Kristóf – Retkes Csaba (ROSCO SE)
- 2008. Sárosi Dávid – Németh András (Multi Alarm SE)
- 2009. Horváth Kristóf – Tóth Henrik (DSK, DTC-DSC SI)
- 2010. Horváth Kristóf – Tóth Henrik (DSK, DTC-DSC SI)
- 2011. Tóth Henrik – Németh András (Multi Alarm SE)
- 2012. Tóth Henrik – Németh András (Multi Alarm SE)
- 2013. Szatzker Márton - Elek Marcell (Multi Alarm SE)
- 2014. Krausz Gergely - Szatzker Márton (Multi Alarm SE)
- 2015. Krausz Gergely - Szatzker Márton (Multi Alarm SE)
- 2016. Krausz Gergely - Szatzker Márton (Multi Alarm SE)
- 2017. Krausz Gergely - Pytel Gergő     (Multi Alarm SE)
- 2018. Krausz Gergely - Pytel Gergő     (Multi Alarm SE)
- 2019. Krausz Gergely - Gradwohl Dániel     (Multi Alarm SE)
- 2020. Kereszti Zoltán - Mester József     (Tisza Tollas SE - DTC-DSC-SI)